# Столітник сумнівний
{{#ifeq:0|0|{{#if:Aloina ambigua|{{#if:|[[]}}|[[]]}}}}
Столітник сумнівний (Aloina ambigua) — вид мохів порядку потіальних (Pottiales).

## Поширення
Батьківщиною є Європа, Африка, Північна Америка, Азія, Австралія, Нова Зеландія.